# Váli-víz
A Váli-víz a Gerecsében ered, Komárom-Esztergom vármegyében, Tarján külterületén, mintegy 250 méteres tengerszint feletti magasságban, majd nem sokkal ezután átlépi a megyehatárt; onnantól kezdve a teljes hátralévő szakaszán Fejér vármegyében húzódik. A patak mindvégig nagyjából dél-délkeleti irányban halad, míg Ercsi-Sinatelepnél el nem éri a Dunát.
A patakba torkollik Felcsútnál a Sósi-ér, Alcsútdoboznál a Boglári-vízfolyás, Beloiannisznál pedig a Szent László-patak.
Völgyében Óbaroktól Alcsútdobozig a 811-es főút, onnan egészen Baracskáig a 8111-es út húzódik. Óbarok fölötti és Baracska alatti szakaszán nincs ilyen állandó kísérője.

## Part menti települések

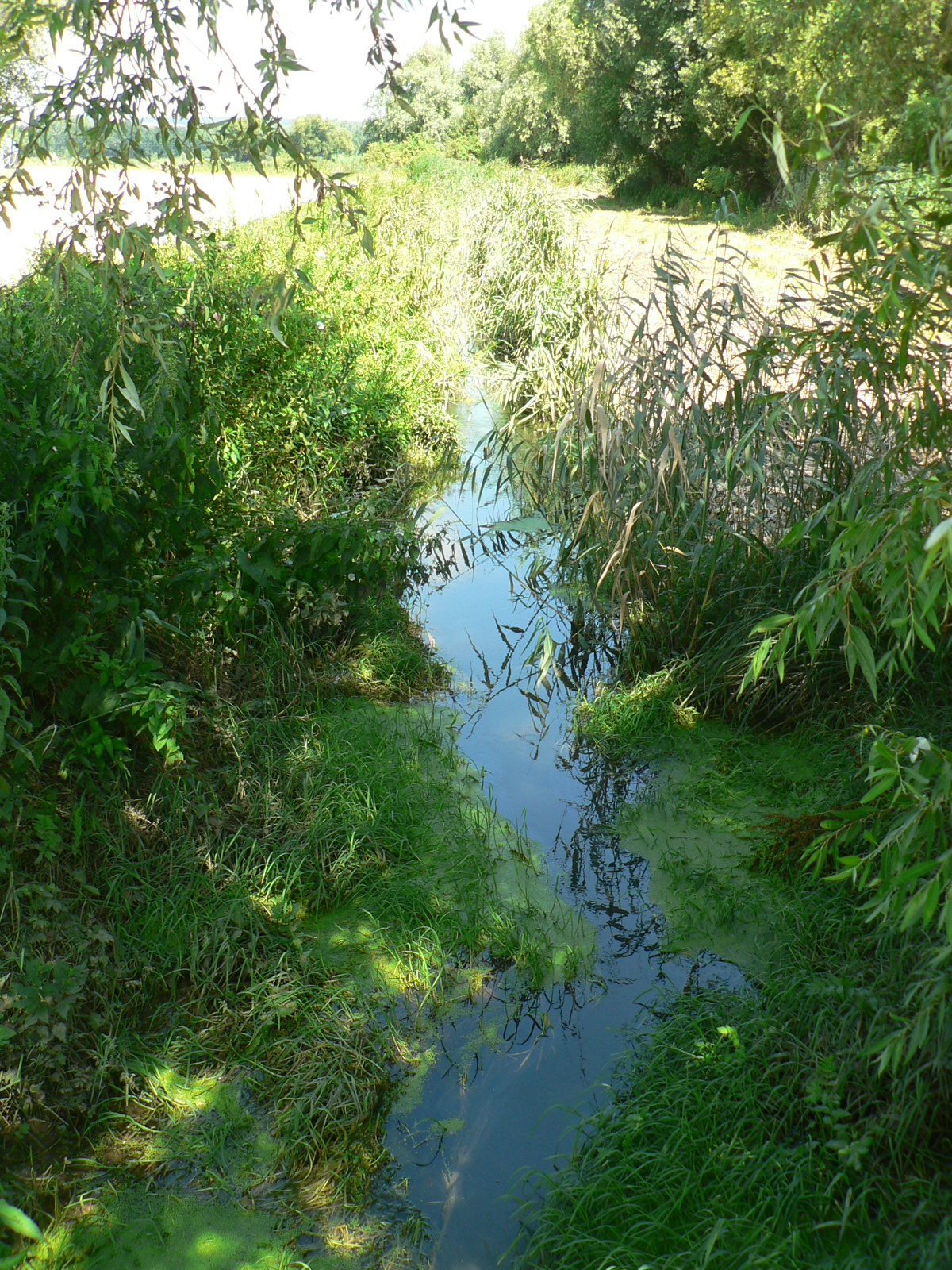
A Váli-víz a Pancho Arénánál (Óbarok felé nézve)

- Tarján
- Nagyegyháza
- Óbarok
- Felcsút
- Alcsútdoboz
- Tabajd
- Vál
- Kajászó
- Baracska
- Beloiannisz
- Ercsi